# 9478 Кальдейро
9478 Кальдейро (9478 Caldeyro) — астероїд головного поясу, відкритий 24 вересня 1960 року.
Тіссеранів параметр щодо Юпітера — 3,205.